# حويسانة (القطن)
'

تعديل مصدري - تعديل

حويسانة هي إحدى قرى عزلة القطن بمديرية القطن التابعة لمحافظة حضرموت، بلغ تعداد سكانها 146 نسمة حسب تعداد اليمن لعام 2004.